# 芬奇利中央站
芬奇利中央站（英語：Finchley Central tube station）是倫敦地鐵北線的一個車站，位於北倫敦芬奇利地區。本站開通於1867年8月22日，是北線高巴尼特和磨坊山支線的交匯站。本站位於查令十字西北偏北約7英哩處，屬倫敦軌道運輸第4收費區。
本站和磨坊山東站是惟二保留了埃奇韋爾、高門及倫敦鐵路公司起初所建站房的車站。

## 歷史
1862年6月3日，埃奇韋爾、高門及倫敦鐵路公司通過一道私人國會法令正式成立。該公司隨後開始於芬斯伯里公園站至埃奇韋爾間興建鐵路，並同時興建本站。該公司於1866年獲准為鐵路興建本站至高巴尼特的支線。鐵路建成前，埃奇韋爾、高門及倫敦鐵路公司於1867年8月22日被大北部鐵路公司收購。本站於1867年8月22日啟用，並開始提供來往埃奇韋爾和芬斯伯里公園的大北部鐵路蒸汽列車服務。當時本站位於米德爾塞克斯郡的郊區，車站名稱為芬奇利及亨頓 。本站位於查令十字西北偏北約11.35公里處、國王十字西北偏北約11.8公里處。1872年2月1日，大北部鐵路將本站站名改為芬奇利。同年4月1日，本站至高巴尼特支線落成啟用。
1894年2月1日，大北部鐵路將本站站名改為芬奇利（教堂端）。
1923年，四大英國鐵路公司成立後，埃奇韋爾、高門及倫敦鐵路和其支線改屬倫敦及東北鐵路公司。1940年4月1日，倫敦及東北鐵路公司將本站站名改為芬奇利中央。
1930年代初，本站每日有約54列由高巴尼特始發的南行列車。這些列車會經高門站駛至芬斯伯里公園站，並隨後以國王十字、沼澤門或寬街車站作總站。在本站至埃奇韋爾鐵路，除了少數班次會續駛至中倫敦的鐵路總站外，列車普遍於本站和埃奇韋爾站之間穿梭。

### 北部高地計劃
1935年，倫敦地鐵宣佈了 1935-1940 新工作計劃（New Works Programme）。該計劃的部分目標包括：
- 從倫敦及東北鐵路公司取得埃奇韋爾、高門及倫敦鐵路和其支線的經營權，並將所有路線電氣化、本站至埃奇韋爾段複線化。
- 從德雷頓公園（Drayton Park）站向北興建地面鐵路至芬斯伯里公園站，以接駁埃奇韋爾、高門及倫敦鐵路和北城市線（時稱大北部及城市鐵路），使倫敦地鐵能開辦沼澤門 — 高巴尼特 / 亞歷山德拉宮的列車服務。
- 興建聯絡線連接倫敦地鐵的拱門站（時稱高門站）和東芬奇利站，並於原倫敦及東北鐵路公司的高門站下方興建新車站（即現高門站），使北線列車服務能夠北延至埃奇韋爾（經磨坊山）或高巴尼特
- 將本站至埃奇韋爾鐵路接入北線的埃奇韋爾站，並由該處延伸至布希荒原（Bushey Heath）[13]

1937年，北部高地計劃中的延伸線首次於倫敦地鐵車站的路線圖中出現。翌年，該計劃首次於倫敦地鐵的折疊路線圖中出現。
1938年，計劃中本站的列車服務為：
- 布希荒原至肯寧頓，經查令十字
- 高巴尼特至肯寧頓，經查令十字
- 高巴尼特至沼澤門，經芬斯伯里公園

#### 拱門至高巴尼特段
其中，拱門站和東芬奇利站之間的聯絡線於1939年完成，北線列車服務於1939年7月3日起北延至東芬奇利站，並於1940年4月14日起進一步北延至高巴尼特站 。因此本站亦由當日起開始同時提供倫敦地鐵北線的客運服務。來往高巴尼特和芬斯伯里公園站的倫敦及東北鐵路客運列車服務則於1941年3月2日結束。
二戰後，芬斯伯里公園至德雷頓公園站以北的地面聯絡線建造計劃被廢棄，北城市線繼續以芬斯伯里公園站（地下月台）作北端總站。北城市線列車服務亦因此未能經高門站延伸至本站。

#### 芬奇利中央至埃奇韋爾段
1939年9月11日，本站至埃奇韋爾的一段鐵路暫時關閉，以進行電氣化、複線化及改造工程。在計劃中，原倫敦及東北鐵路公司的埃奇韋爾站將被廢除，本站至埃奇韋爾鐵路將接入北線的埃奇韋爾站，並由該處延伸至布希荒原。然而，由於二戰爆發，大部分工程被逼中止。為了服務磨坊山東站附近的軍營，本站至磨坊山東站的電氣化工程仍持續進行。該段鐵路於1941年5月18日落成啟用，北線增設以磨坊山東站為總站的列車服務。
1941年北線延伸至磨坊山東站後，倫敦地鐵於1943至45年在路線圖中移除了北部高地計劃的未完成部分。雖然如此，磨坊山東至埃奇韋爾、埃奇韋爾至布希荒原兩段鐵路於1946至1949年的路線圖中重新出現（芬斯伯里公園至亞歷山德拉宮一段亦曾於1946至1950年重現）。
戰後，埃奇韋爾以北的地帶被列入倫敦綠帶圈，限制了當地的物業發展。本站至埃奇韋爾鐵路延伸至布希荒原的計劃於1950年10月被正式取消。
二戰爆發前，本站至埃奇韋爾鐵路的複線化工程已進展至磨坊山（角）站（Mill Hill（The Hale），位置在現今的磨坊山大道國鐵站南側）。然而，新設的軌道從未被使用過，就於戰後被拆除。北線由磨坊山東延伸至埃奇韋爾的計劃於1954年2月被正式取消。
此後，本站至埃奇韋爾鐵路成為純貨運鐵路，並主要用作運送煤、牛奶和建築材料。隨著蒸汽列車逐漸被柴油列車取締，進入該鐵路的列車亦改為由柴油機車牽引。1956年清潔空氣法令生效後，煤不再成為住宅供暖時主要所用的燃料。道路運輸的普及亦使該鐵路的需求逐漸下降。最終英國鐵路於1964年6月1日終結該鐵路的貨運業務。本站至埃奇韋爾鐵路路軌及相關設施則於翌年被拆除。

### 二戰後發展

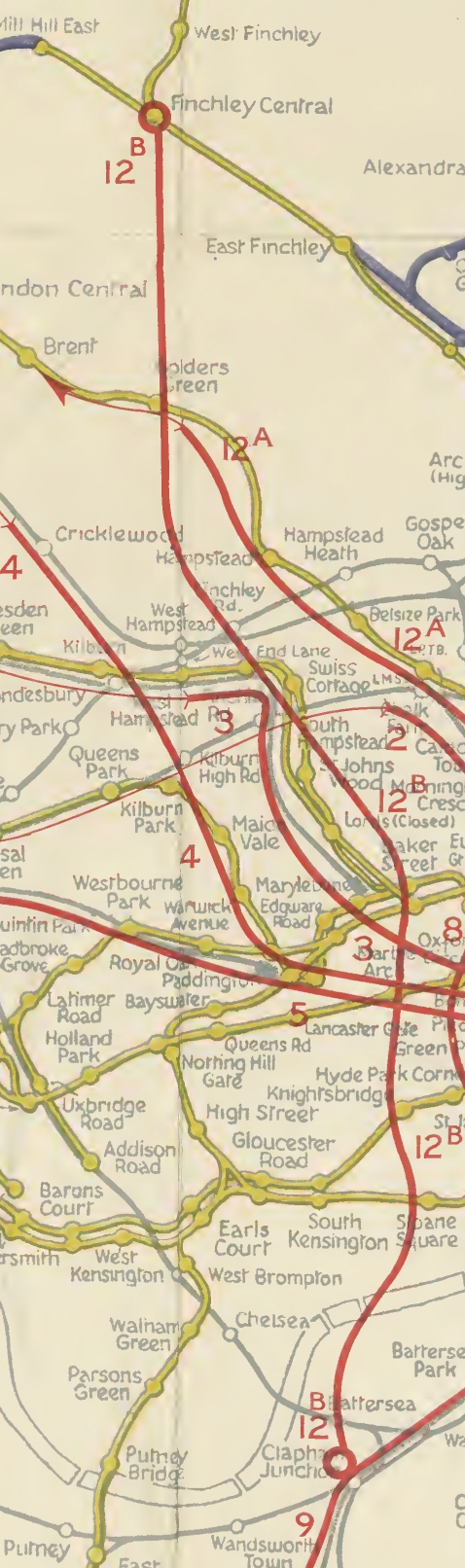
1946年建議興建、來往本站和克拉珀姆交匯站的第12B號線

戰後，由於倫敦客運委員會（London Passenger Transport Board）的資金大部分被用作修復及維護現有網絡，所以眾多倫敦地鐵擴展計劃中，委員會只能選擇落實最優先的計劃。當時最優先的計劃為興建中央線西延至西萊斯里普、東延至海諾特 / 埃平的計劃，而非完成剩餘的北部高地計劃。
1946年一份檢討倫敦區域鐵路運輸的政府報告曾預計北部高地計劃的全數完成將加重北線的客流壓力，並建議為北線其中一條支線興建紓緩線路。報告中其中一條建議線路第12B號線，就是由本站興建地鐵隧道至克拉珀姆交匯，途經格德斯綠地、聖約翰伍德、貝克街、騎士橋和斯隆廣場。由於北部高地計劃最終未全數完成，為北線興建紓緩線路的建議亦不了了之。
1948年，倫敦及東北鐵路公司被國有化。英國鐵路繼續於本站經營貨運業務，並使用本站的貨場，直至貨場於1962年10月1日關閉。本站至埃奇韋爾鐵路則於1964年結束貨運業務。
2016年11月18日起，北線開始逢星期五及六晚提供通宵列車服務，來往摩登和埃奇韋爾 / 高巴尼特站（途經查令十字支線）。
2020年3月20日，倫敦地鐵所有通宵服務因2019冠狀病毒病疫情而暫停。北線於2022年7月2日起恢復了原有的通宵列車服務。本站亦因此重新於星期五及六晚提供通宵列車服務。

## 車站設施
二戰之前，本站站房曾有重置的計劃。計劃中新站房將會位於現時站房北端的路橋上。然而，由於北部高地計劃未全數完成，本站站房的重置計劃亦隨之擱淺。因此，本站得以保留埃奇韋爾、高門及倫敦鐵路公司起初所建的站房。站房原有的維多利亞時代建築風格亦大多數獲得保留。
現時車站共有兩個出入口。主出入口位於路軌北側的站房內，第二個出入口則位於路軌南側、面向車站路。兩邊出入口均設無障礙通道。本站位於路塹之中，兩出入口由一道跨越路軌的行人天橋連接，天橋設有樓梯和升降機通往各月台。因此本站設有出入口至月台的無障礙通道。
本站一共有3個月台。1、2號月台組成一島式月台，兩座月台均是北行月台。使用1號月台的列車主要以本站或磨坊山東站為總站，2號月台的列車則主要以高巴尼特站為總站。3號月台為側式月台，供南行列車使用 。所有月台北端均設有避雨棚。
本站的停車場在路軌北側、原來貨場的位置。

## 列車服務
北線列車班次約為3-6分鐘一班。

### 繁忙時間
截至2021年9月, 本站早繁南行班次（每小時）為：
- 5班 往肯寧頓，經查令十字
- 7班 往巴特錫發電站，經查令十字
- 2班 往摩登，經查令十字
- 10班 往摩登，經銀行

### 非繁忙時間
截至2022年11月, 本站非繁忙時間的南行班次（每小時）為：
- 10班 往巴特錫發電站，經查令十字
- 10班 往摩登，經銀行

### 通宵服務
本站的南行通宵列車班次（每小時）為:
- 4班 往摩登

## 接駁交通
倫敦巴士13、125、143、326、382、460號、學校路線626、683號及通宵路線N20號均服務本站一帶地區。